# 天主教和平港教區
天主教和平港教區（拉丁語：Dioecesis Portus Pacis）是海地一個羅馬天主教教區，屬海地角總教區。
教區於1861年10月3日成立，2004年時有330,000名教友，佔轄區總人口60.0%。教區下轄十七個堂區，有卅五名司鐸。
現任教區主教為嘉祿·伯多祿·巴爾泰呂，榮休主教為方濟各·科利蒙和伯多祿-安多尼·波洛。